# Amphore du Peintre de Londres B 76 (Lyon)
 (février 2020).
Si vous disposez d'ouvrages ou d'articles de référence ou si vous connaissez des sites web de qualité traitant du thème abordé ici, merci de compléter l'article en donnant les références utiles à sa vérifiabilité et en les liant à la section « Notes et références ».
Pour les articles homonymes, voir Jugement de Pâris (homonymie).
L'amphore attique à figures noires conservée sous le numéro d'inventaire E 581-c au musée des Beaux-Arts de Lyon est une amphore attribuée au Peintre de Londres B 76, actif à Athènes dans le deuxième quart du VIe siècle av. J.-C.
Elle est couramment appelée « amphore du Jugement de Pâris », d'après le motif de sa face A.

## Historique de l’œuvre
L'amphore est une céramique à figures noires. Elle provient de la région de l’Attique qui se situe en Grèce continentale, au sud de la Béotie, dont Athènes est la capitale.
L’œuvre est répertoriée au musée des Beaux-Arts de Lyon sous le numéro d’inventaire : E 581-c. Elle est classée au département des Antiquités. C’est une donation de Joseph Gillet datant de 1923.

## Description
Les scènes sont encadrées comme dans un tableau. Le cadre s'épaissit pour suivre la forme bombée de l'amphore. Il a une couleur claire comme la lèvre et le pied.
Sur la face A, on peut voir trois déesses grecques : Héra, Athéna et Aphrodite vêtues de l’himation, un traditionnel manteau sans manches dans la Grèce antique, la main droite représente l’offrande. Les femmes tiennent chacune une couronne à la main et sont conduites par Hermès auprès de Pâris. On découvre la scène mythologique du jugement de Pâris qui apparaît sur les vases attiques autour de 575 av. J.-C. Le caractère indifférencié des trois déesses et la tranquille assurance du berger face à cette apparition divine indiquent que ce vase fait partie des premières productions traitant le sujet. Selon les conventions, les personnages sont représentés de profil. Les détails incisés ou rehaussés de couleurs, notamment dans le traitement des vêtements, tendent au réalisme. 
Sur la face B, on découvre un combat entre deux hoplites cuirassés (fantassins grecs), les jambes protégées par des cnémides, portant des casques corinthiens, une lance, un hoplon (bouclier rond, muni d'une courroie centrale pour l'avant-bras et d'une poignée latérale qui facilite la manipulation) et une épée avec fourreau visible.

## Contexte
Une grande partie des céramiques d'Athènes fut attribuée au Groupe de Haimon et au Leafless Group, et était distribuée sur le pourtour méditerranéen. Les autres étaient destinées à un usage local, pour des besoins précis. L’amphore était un vase à mélanger, à conditionner, à conserver, et à transporter du vin et de l'huile.
Les amphores attiques étaient rares dans les sanctuaires étrusques, et avaient plusieurs fonctions : elles appartenaient au service cultuel et servaient de vases à boire lors de banquets ou d'offrandes votives. Les vases retrouvés avaient été achetés spécialement pour l’occasion. Ils signifiaient une dédicace à une divinité.
En général ce sont des coupes attiques mais il y a quelques rares amphores.

## Analyse

### Réalisation de l’œuvre
L’élément fondamental du style de la figure noire est l’incision des détails (traits du visage, chevelure, musculature) dans le "vernis" noir des silhouettes, ainsi que les rehauts de couleurs rouge et blanche destinés à marquer les nuances.
De 630 à 470, pour la réalisation de la figure noire, le vase était tourné puis séché à l'air libre pendant quelques jours avant le travail de peinture. Ensuite une esquisse du dessin était réalisée avec de l'argile noire délayée nommée « vernis ». Les personnages étaient d'abord dessinés en silhouettes opaques ; suivait une phase de séchage, puis la couche était incisée au burin pour entamer l'argile et faire apparaître les détails. Ensuite les artistes posaient des rehauts rouges ou blancs. Enfin, ils effectuaient la cuisson, en trois phases : 
1. à 900 °C, évents ouverts → l'argile devient rouge ou beige ;
2. à 950 °C, évents fermés → four enfumé par l'introduction de bois vert, les vases deviennent noirs sous l'effet de l'oxyde de carbone, le revêtement d'argile (un lait d’argile saturé d’oxydes de fer) se vitrifie et se transforme en « vernis noir », qui prend donc sa teinte lors de cette seconde phase de la cuisson ;
3. Baisse de la température, évents ouverts → circulation de l'oxygène qui pénètre la surface poreuse des zones non "vernies", dont la pâte reprend sa couleur rouge ou beige clair selon la teneur en oxyde de fer.

### Composition
De haut en bas, l'amphore comporte la lèvre, l'anse, la panse et le pied.
En janvier 1995, l’amphore a été désencrassée à l'aide d'un nettoyage à la vapeur puis aux coton-tiges avec de l’eau légèrement ammoniaquée. Elle a ensuite été poncée avec une fibre de verre douce, puis son pied lacunaire a été à moitié reconstitué en plâtre. Désormais, l’œuvre est en bon état. Elle présente néanmoins des éclats au col et la surface est très attaquée dans les rouges.[réf. nécessaire]

### Choix de la représentation
Aux noces de Pélée et Thétis, tous les dieux sont conviés sauf la déesse de la Discorde, Éris. Pour se venger, elle jette une pomme d'or au milieu de la foule avec écrit "Soit donnée à la plus belle". Hermès ramasse la pomme, lit l'inscription et toutes les déesses qui pensaient être la plus belle sont jalouses les unes des autres. Même Zeus, ne prend pas le risque d'être juge de ce débat de peur d'offenser sa femme Héra s’il choisit une autre déesse. Par consentement mutuel, le choix est confié au berger Pâris, alors considéré comme le plus beau des hommes.
Pâris est un prince troyen, fils cadet du roi Priam et d'Hécube. Alors que celle-ci est enceinte, un présage annonce que le futur prince causera la destruction de Troie. Effrayé, Priam ordonne que l'enfant soit mis à mort : Pâris est exposé sur le mont Ida, où il est recueilli par des bergers.
Lors du jugement, il doit choisir entre :
- Athéna, fille de Zeus et de Métis (une Océanide), déesse de la Raison, de la Prudence et de la Sagesse. Cette dernière lui promet la victoire dans ses prochaines guerres.
- Héra, fille des Titans Cronos et Rhéa, est la sœur et la femme de Zeus. Elle est la protectrice de la femme et la déesse du mariage, ainsi que la gardienne de la fécondité, du couple et des femmes en couche. À son tour, elle promet à Pâris la conquête de l'Europe et de l'Asie.
- Aphrodite, selon les récits, est la fille de Zeus et de Dioné ou le fruit de l’écume de la mer fécondée par le sexe tranché d'Ouranos. Elle est la déesse associée à l'Amour et à la Sexualité et offre au berger l'amour de la plus belle des mortelles : Hélène.

Pâris désigna comme gagnante Aphrodite et reçut ainsi l’amour d’Hélène, femme de Ménélas. Son enlèvement déclencha la Guerre de Troie à laquelle Pâris participa.
L'amphore présente donc deux faits en corrélation, la face A annonçant la face B.

## Postérité
Plus particulièrement Franz Kafka, dans Lettres à Milena, explique qu'« en fin de compte, c’est la femme qui juge. (L’histoire de Pâris obscurcit un peu la chose, mais Pâris lui-même ne fait que juger de quelle déesse la sentence ultime est la plus forte) […] Qui peut prétendre qu’il connaît les pensées secrètes du juge ? »
Plus tard, Hubert Damisch, dans Le Jugement de Pâris, écrit un passage sur le thème du choix subjectif. « Ce qui ne devait pas être dit […] c’est que la beauté, partie liée qu’elle a avec le corps et la différence des sexes, est toujours, quelque part, nécessairement indécente. » Le mythe recèlerait alors une part d’indécence qui n’est pas retranscrite dans l’œuvre, c’est pourquoi les trois déesses sont représentées habillées et non nues. C’est le premier jugement de goût dans la mythologie.
Enfin, Thomas H. Carpenter dans l’ouvrage Les mythes dans l’art grec, compare l’œuvre du Peintre de Londres avec des représentations plus tardives. En effet, Pâris est ici représenté non barbu et sans son arc alors qu’il est dépeint avec ces attributs sur un cratère à colonnettes chalcidien, en provenance de Vulci, réalisé vers 540 av. J.-C. De même, les illustrations d'Athéna varient : elle apparaît avec son égide hérissée de serpents et un casque à la main dans une hydrie attique à figures noires, en provenance de Vulci, réalisée vers 540 av. J.-C.